# Флипер, 1973
Флипер, 1973 (на японски: 1973年のピンボール) е роман от японския писател Харуки Мураками, публикуван през 1980 г.
Това е втората книга от „Трилогията за Плъха“, като преди и след нея се появяват Чуй как пее вятърът (1979) и Преследване на дива овца (1982). Това е и вторият роман в кариерата на Мураками.
Първите две книги на Мураками не намират широко разпространение по света, а авторът казва, че никога не е планирал те да бъдат издавани извън Япония. Поради тази причина те се различават като обем и стилистика от по-късните му произведения, които се превръщат в основната част от творчеството му.

## Представяне на сюжета
Въпреки че е едно от ранните му произведения, Флипер има сходни елементи с по-късните творби на Мураками. Романът изследва теми като самотата и приятелството, липсата на цел и съдба. Както при другите книги от „Трилогията за плъха“, три от героите включват безименен разказвач, представящ историята от първо лице, приятелят му Плъха и Джей, собственикът на бара, в който те прекарват голяма част от времето си.

## Сюжет
Сюжетът се развива около краткото, но напрегнато вманиачаване на разказвача по флипер машина, живота му като преводач на свободна практика и по-късните му усилия да се събере със старата флипер машина, на която някога е играл. Той описва живота си с чифт идентични, безименни близначки, които мистериозно се появяват в апартамента му една сутрин и изчезват в края на книгата. С историята се пресичат спомените му за японското студентско движение и старата му приятелка Наоко, която се самоубива. Сюжетът редува описание на живота на разказвача с това на приятеля му, Плъха. Много познати елементи от по-късните романи на Мураками са налице. Кладенецът е често споменаван и играе важна роля за развитието на сюжета в Хроника на птицата с пружина. Кладенецът е споменат на няколко пъти и във Флипер, 1973. Такъв елемент е и краткият разговор за насилието над котка, който се появява и на други места в творбите на Мураками, особено в Кафка на плажа и Хроника на птицата с пружина (в която търсенето на изгубена котка е важна част от сюжета). Дъждът и морето също са важни елементи.

## Теми
Подобно на много други творби на Мураками, разказвачът е отдалечен, апатичен персонаж, чието поведение или съвпада, или е в ярък контраст с това на останалите. Сюжетът, отдалечен от материалния свят и силно интроспективен, създава сюрреалистичния тон на романа. В него героят не изглежда разтревожен от факта, че живее с близначки, които не различава и чиито имена не знае. Романът също подсказва за наличието на свръхестествени събития.